# فانی اکرلین
فانی اکرلین (انگلیسی: Fanny Eckerlin; ۱ ژانویهٔ ۱۸۰۲ – ۱ ژانویهٔ ۱۸۴۲) یک خواننده بود. در طول زندگی حرفه ای خود بسیار مورد توجه قرار گرفت، و با بندیتا روزموندا پیسارونی مقایسه می‌شد.
پدر اکرلین یک مقام عصر ناپلئون با اصالت لهستانی بود. مادرش، ایتالیایی، خواهر بازیگر زن ترسا پیچلر، شوهرش وینچنزو مونتی شاعر اهل میلان بود. وی در هنرستان میلان زیر نظر دیوید بندرالی تحصیل کرد. گفته می‌شود که وی اولین حضور خود را در شانزده سالگی در سال ۱۸۱۸ در L'Italiana در Algeri از Gioacchino Rossini در Teatro San Benedetto در ونیز انجام داده‌است.
در ۱۵ دسامبر ماه بعد، در تئاتر سان لوکا، اکرلین نقش انریکو را در فیلم Una follia دونیتزتی بازی کرد.